# Iglesia de Santa Cecilia (Estamariu)
La Iglesia de Santa Cecilia de Estamariu es un templo católico situado en el municipio de Estamariu (Lérida).
En el término de Estamariu, se ubica la actual iglesia parroquial dedicada a Santa Cecilia y la iglesia románica de San Vicente (en catalán: Sant Vicenç) que fue el primer templo parroquial. Quedan vestigios, en la montaña, de una ermita o capilla dedicada, también, a Santa Cecilia, una pared de la antigua capilla de San Saturnino (en catalán: Sant Serni) y los restos del monasterio de Pinsent. La iglesia de Santa Cecilia de Estamariu es una obra que forma parte del Inventario del Patrimonio Arquitectónico de Cataluña.

## La iglesia parroquial de Santa Cecilia

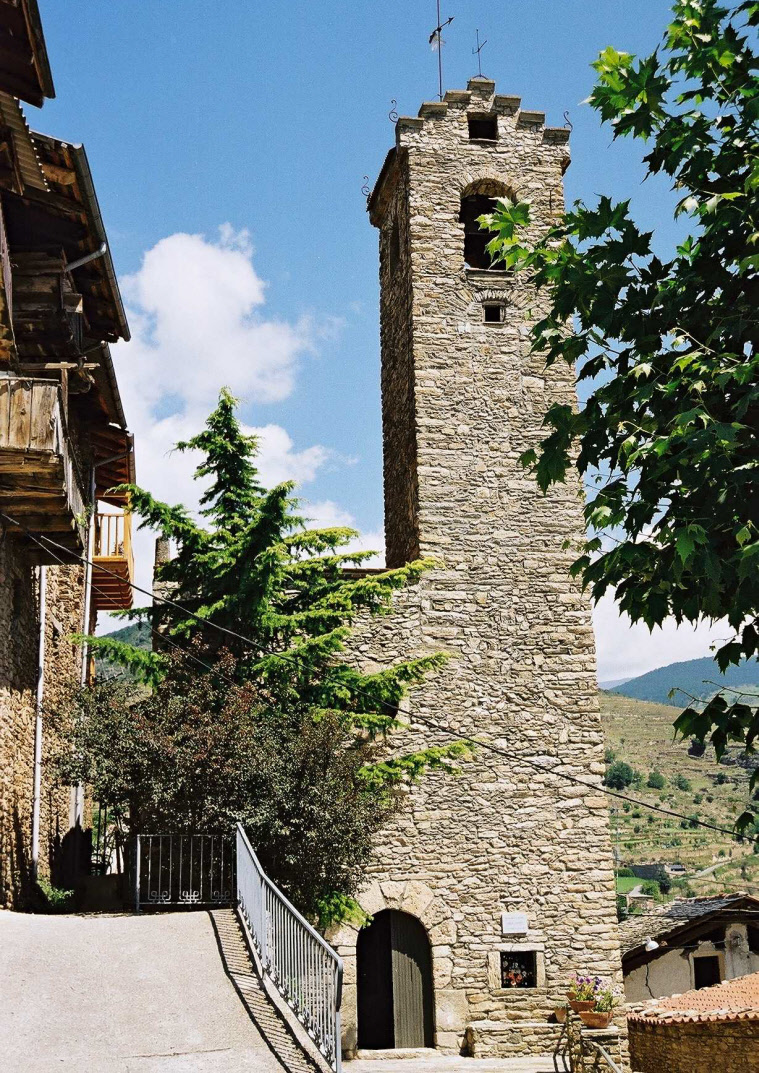
Iglesia de Santa Cecilia.

El primer documento conservado que nos habla de la población de Estamariu es el Acta de Consagración de la Catedral de la Seo de Urgel del año 839.
En los documentos de la visita parroquial del 1758, se describe que en la parroquia vieja de San Vicente solo se celebra el culto de la fiesta de Todos los Santos, y que el culto habitual se ha trasladado a la iglesia de la Virgen del Rosario (sic), actual iglesia parroquial de Santa Cecilia. Así pues, la actual iglesia parroquial, del siglo XVII, se dedicó en un principio a la «Mare de Déu del Roser» y más tarde a Santa Cecilia. 
Hasta el mes de noviembre del año 1997, tenía en el altar mayor, en el centro, la imagen de San Vicente, a un lado, en la pared izquierda, la de Santa Cecilia y, en la pared de la derecha, una imagen del Sagrado Corazón. Desde finales de 1997, después de una remodelación de la iglesia, comparten las tres imágenes la pared central del presbiterio.

San Vicente y Santa Cecilia comparten, también, el patronazgo del municipio. En la iglesia podemos ver, también, una imagen de la Virgen del Rosario (lateral izquierdo) con una rica decoración con azulejos, una Virgen de los Dolores (capilla lateral derecha) y una imagen de Cristo. 

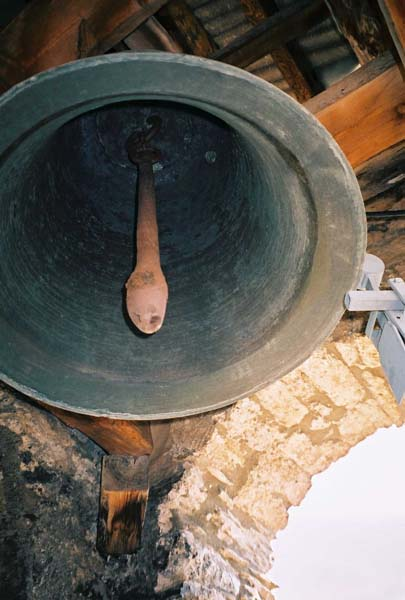
Campana en Santa Cecília

## Arquitectura
Edificio religioso de una nave de planta rectangular, cubierta con una bóveda de lunetas, y con una capilla lateral adosada a la derecha de la nave. Construcción rústica de piedras no en hiladas. Puerta adovelada en el frontis. Torre del campanario construida dentro de la nave aprovechando la pared común del frontis. Tiene dos campanas y la maquinaria de un antiguo reloj manual. Un reloj automático y eléctrico se instaló en el año 1994.

## Fiestas
La fiesta de Santa Cecilia se celebra el 22 de noviembre y la de San Vicente el 22 de enero. La fiesta mayor del pueblo es el segundo domingo de octubre.

## La ermita de Santa Cecilia
En el término de Estamariu, en la montaña, existen los restos de una antigua ermita dedicada, también, a Santa Cecilia, únicamente quedan las bases de las paredes. Antigua lugar de romería, el día de la santa, se celebraba una misa y la fiesta terminaba compartiendo un trozo de coca y una onza de chocolate.